# 屺亭街道
屺亭街道，是中华人民共和国江苏省无锡市宜兴市下辖的一个乡镇级行政单位。

## 历史沿革
2006年7月20日，无锡市人民政府撤销宜兴市屺亭镇，在原辖区基础上设立屺亭街道办事处。

## 行政区划
屺亭街道下辖以下地区：
广汇社区、奔马社区、东郊社区、三阳社区、五星社区、寺前村、胜天村、屺亭村、邵谈村、前亭村、后亭村、轸村村、边庄村、文庄村、大塍村、学圩村和虞山村。

## 交通
- 新长铁路：宜兴北站